# Calvario de Salsadella
El calvario de Salsadella es un conjunto arquitectónico formado por la ermita o capilla, el calvario o vía Crucis con las estaciones que representan la Pasión de Jesús rodeadas por árboles y plantas ornamentales, y aprovechado actualmente también como jardín infantil y, la portada de acceso, delimitado por una valla.

## Historia

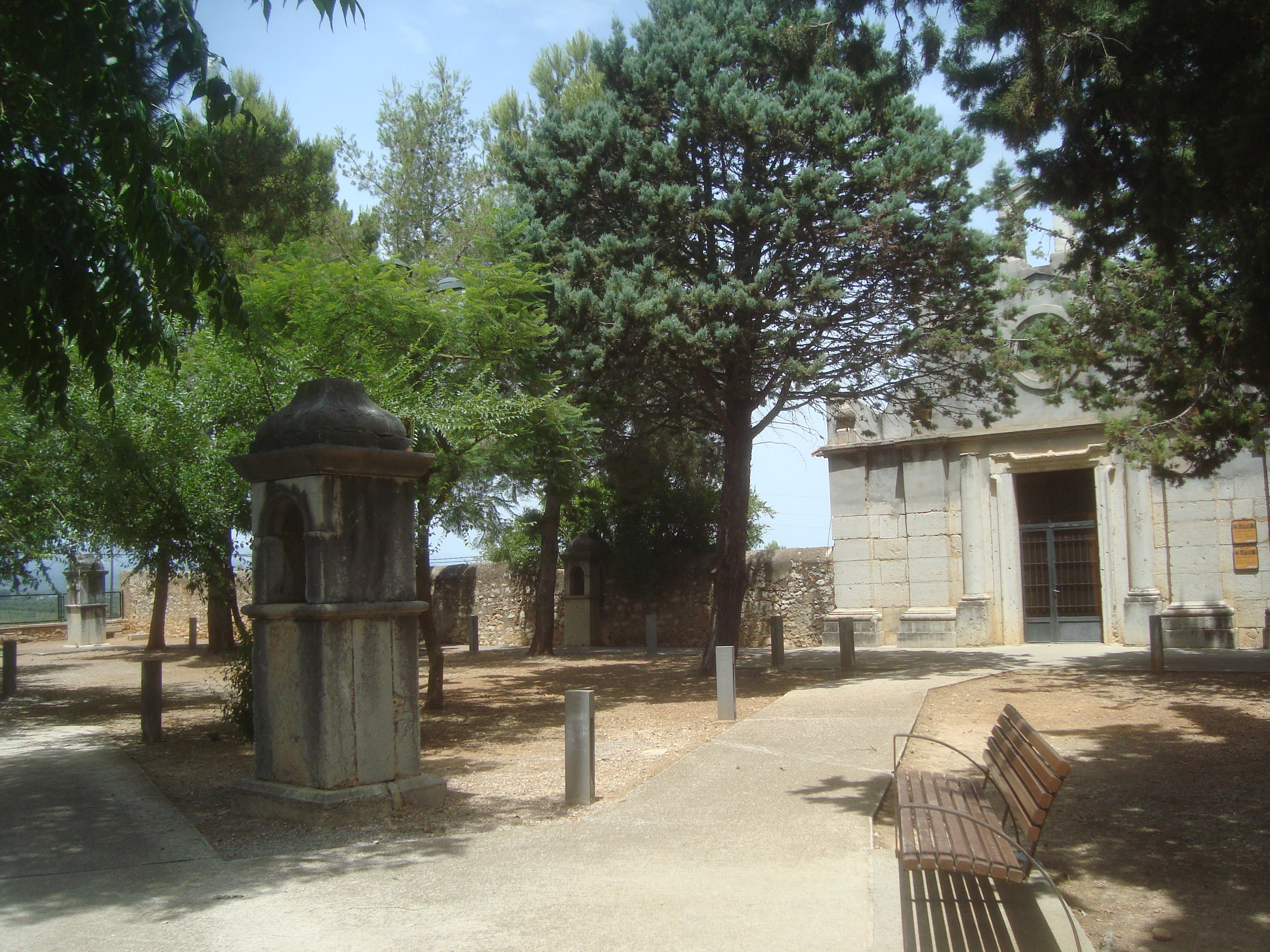
Ermita del Calvario de la Salsadella

El Calvario se construyó entre los años 1797 y 1801, renovación de otro anterior, posiblemente del siglo XVII. En 1892 el conjunto estaba derribado a causa de la tercera guerra carlista, pero se restauró la valla, el tejado y se volvieron a colocar los retablos cerámicos de las estaciones. En 1907 se vuelve a restaurar el conjunto, arreglando el tejado de la ermita y cambiando los retablos cerámicos de las estaciones para placas con relieve. En 1936 se vuelve a destruir, y no es hasta el año 1984 cuando es reconstruido y acondicionado nuevamente.

## Arquitectura
La ermita es de planta rectangular con una sola nave de tres tramos y capillas laterales entre los contrafuertes. La fábrica es de mampostería excepto la portada que es de sillería. El frontis está reforzado por pilastras y tiene una puerta con dintel, enmarcada por columnas y, por arriba, un óculo, y en el centro de la cornisa superior, una espadaña sin campana.
Las capillas o estaciones del vía crucis, de piedra, tienen planta cuadrada y una apertura de medio punto en la parte superior donde está el retablo cerámico con cada estación.

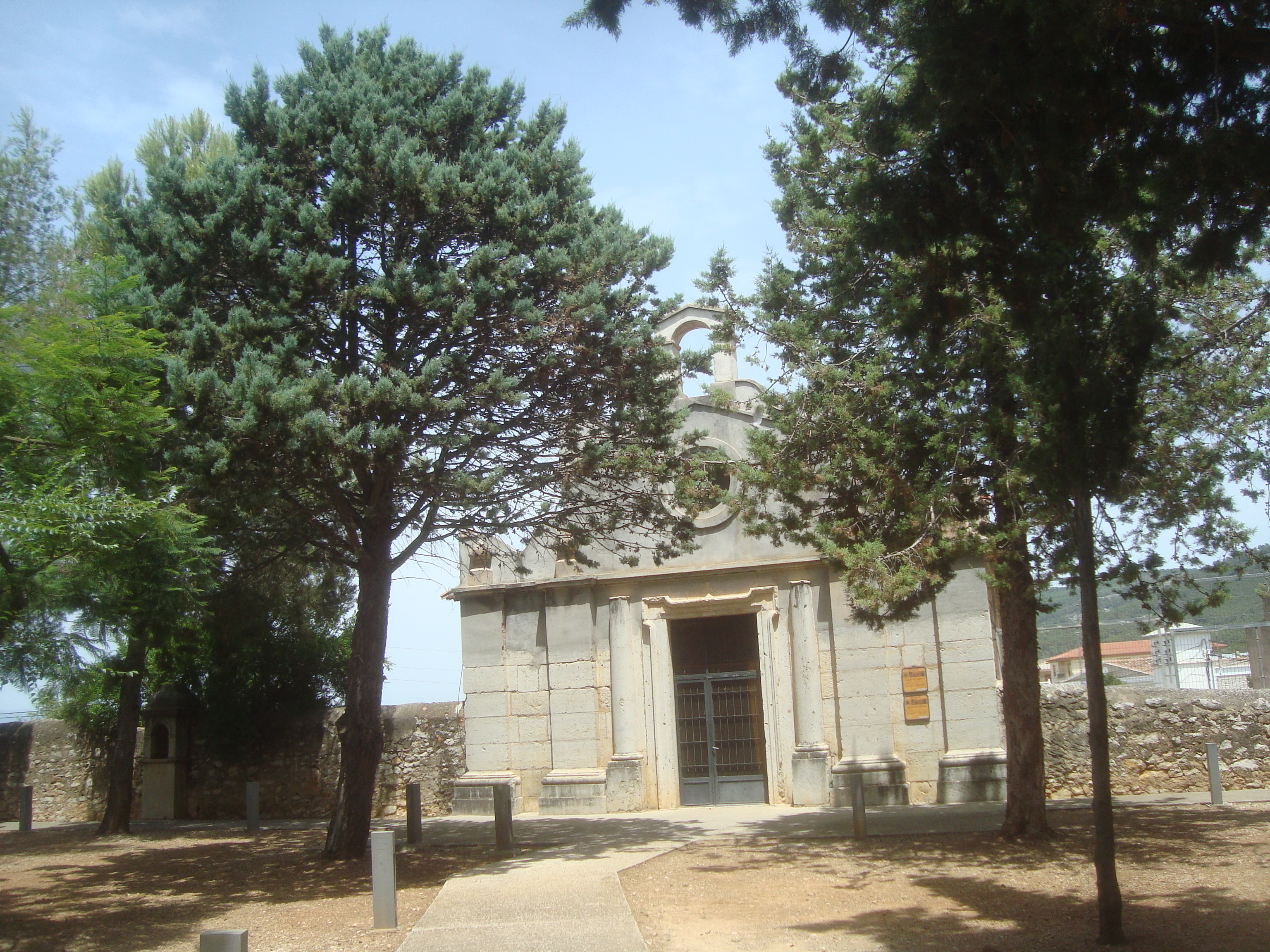
Ermita del Calvario de la Salzadella.

La portada de ingreso al recinto tiene un vano adintelado enmarcado por pilastras, y por encima del entablamento, una placa con la cruz y el año de construcción coronada con un frontón circular.